# Xã Goshen, Quận Tuscarawas, Ohio
Xã Goshen (tiếng Anh: Goshen Township) là một xã thuộc quận Tuscarawas, tiểu bang Ohio, Hoa Kỳ. Năm 2010, dân số của xã này là 5.213 người.